# Children of the World
A Children of the World című lemez a Bee Gees együttes diszkográfiájának huszonkettedik nagylemeze. Az első album, melyen a producer Albhy Galute, Karls Richardson, Bee Gees. A lemez több dala a disco-korszak meghatározó dala lett.

## Az album dalai
1. You Should Be Dancing (Barry, Robin és Maurice Gibb) – 4:48
2. You Stepped Into My Life (Barry, Robin és Maurice Gibb) – 3:25
3. Love So Right (Barry, Robin és Maurice Gibb) – 3:35
4. Lovers (Barry, Robin és Maurice Gibb) – 3:35
5. I Can't Keep a Good Man Down   (Barry, Robin és Maurice Gibb) – 4:43
6. Boogie Child (Barry, Robin és Maurice Gibb) – 4:12
7. Love Me (Barry és Robin Gibb) – 4:00
8. Subway (Barry, Robin és Maurice Gibb) – 4:24
9. The Way It Was (Barry és Robin Gibb, Blue Weaver) – 3:19
10. Children of the World (Barry, Robin és Maurice Gibb) – 3:07

## A számok rögzítési ideje
- 1976. január 19. (Criteria) és 1976. május 6. (Le Stúdió): You Should Be Dancing
- 1976. január 21. (Criteria) és 1976. május 6. (Le Stúdió): Love So Right
- 1976. január 27. (Criteria) és 1976. május 6. (Le Stúdió): Subway
- 1976. február 3. (Criteria) és 1976. május 7. (Le Stúdió): You Stepped Into My Life, The Way It Was
- 1976. február 26. (Criteria): Walk Before You Run
- 1976. március 6. (Criteria): The Feel
- 1976. március 29. (Criteria) és 1976. május 6. (Le Stúdió): Lovers
- 1976. március 30. (Criteria) és 1976. április 23. (Le Stúdió): Love Me
- 1976. április 2. (Criteria): Boogie Summer
- 1976. április 8. (Le Stúdió): Tomorrow Night
- 1976. április 18. (Le Stúdió): Children of the World
- 1976. április 25. (Le Stúdió): I Think I'm Losing You
- 1976. május 2. (Le Stúdió): Rest Your Love On Me
- 1976. május 6. (Le Stúdió): Boogie Child, I can't Keep a Good Man Down

A Rest Your Love On Me (Barry Gibb) szám kislemezen jelent meg.

A Walk Before You Run (Barry Gibb-Stephen Stills), The Feel (Barry Gibb), Boogie Summer (Barry, Robin és Maurice Gibb), Tomorrow Night (Barry, Robin és Maurice Gibb) és az I Think I'm Losing You (Barry, Robin és Maurice Gibb) számokat, bár rögzítették, de sem a lemezen, sem később nem adták ki.

## Közreműködők
- Barry Gibb – ének, gitár
- Robin Gibb – ének
- Maurice Gibb – ének, basszusgitár
- Dennis Byron – dob
- Alan Kendall – gitár
- Joe Lala – egyéb ütőhangszerek
- Stephen Stills – egyéb ütőhangszerek
- Blue Weaver – zongora, szintetizátor
- George 'Chocolate' Perry – basszusgitár
- Boneroo Horns (Peter Graves, Neil Bonsanti, Bill Purse, Ken Faulk, Whit Sidener, Stan Webb) – rézfúvósok

## A nagylemez megjelenése országonként
- Belgium  RSO 2394 169 1976
- Brazília  RSO 2394 169 1976
- Egyesült Államok  RSO RS-1-3003 1976
- Egyesült Királyság  RSO 2394 169 1976
- Franciaország  RSO 2394 169 1976
- Hollandia  RSO 2394 169 1976
- Japán  RSO MWF-1012 1976, CD: Polydor P33W25016 1987, Polydor POCP2241 1993, Polydor/Universal UICY-3815 2004
- Koreai Köztársaság  Sung Eum SEL 200 407 1980
- Kolumbia  RSO 2394 169 1976
- Németország  RSO 2394 169 1976
- Norvégia  RSO 2394 169 1976
- Svájc  RSO 2394 169 1976
- Uruguay  RSO 2394 169 1976

## Az album dalaiból megjelent kislemezek, EP-k
- Boogie Child (mono) / Boogie Child (stereo) promo Egyesült Államok  RS 867 1976
- Boogie Child / You Stepped Into My Life / You Should Be Dancing / Subway  promo Kanada RSO PRO-013, Egyesült Államok  RSO PRO-013
- Boogie Child / Lovers Belgium RSO 209 221 1977, Egyesült Államok  RSO RS-867, Japán RSO DWQ-6033 1977, Kanada RSO RS-867 1977, Olaszország RSO 2090 227 1977
- Boogie Child / Children of the World Egyesült Királyság  RSO 2090 224 1977, Új-Zéland RSO 2090 224 1977
- Boogie Child / Love So Right Ausztrália RSO 2090 227 1977
- Children of the World / Boogie Child  Belgium RSO 2090 224 1977, Egyesült Királyság  RSO 2090 224 1977, Franciaország  RSO 2090 224 1977, Hollandia  RSO 2090 224 1977, Németország  RSO 2090 224 1977, Svájc  RSO 2090 224 1977
- Children of the World / Lovers Ausztrália RSO 2090 252 1977
- Love So Right / You Stepped Into My Life Ausztrália RSO 2090 207 1976, Belgium  RSO 2090 207 1976, Dél-afrikai Köztársaság Polydor PS 451 1976, Egyesült Államok  RSO RS-859 1976, Egyesült Királyság  RSO 2090 207 1976, Hollandia  RSO 2090 207 1976, Fülöp-szigetek  Dyna/RSO 873 021 1976, Japán  RSO DWQ-6020 1976, Kanada RSO RS-859 1976, Németország  RSO 2090 207 1976, Spanyolország RSO 2090 207 1976
- You Stepped Into My Life /Love So Right  Franciaország  RSO 2090 207 1976
- You Should Be Dancing / Subway / Love So Right / You Stepped Into My Life Brazília RSO 2252 119 1976
- You Should Be Dancing / Boogie Child / Jive Talkin / Nights on Broadway Mexikó RSO 2456 1977
- You Should Be Dancing promo Egyesült Államok  RSO RS-853-D 1976
- You Should Be Dancing / Subway promo Egyesült Államok  RSO RS 853 1976, Kanada RSO RS 853 Disco 1976
- You Should Be Dancing / Jive Talkin' promo Egyesült Királyság  RSO GIBB 3 1976
- You Should Be Dancing / Subway Belgium  RSO 2090 195 1976, Egyesült Államok  RSO RS-853 1976, Egyesült Királyság  RSO 2090 195 1976, Franciaország  RSO 2090 195 1976, Hollandia  RSO 2090 195 1976, Japán  RSO DWQ-6007 1976, Kanada RSO RS-853 1976, Németország  RSO 2090 195 1976, Svájc  RSO 2090 195 1976

## Eladott példányok
Children of the World című lemezből a világ országaiban 2,6 millió példány (ebből Amerikában 1,8 millió, Kanadában pedig 100 ezer) került értékesítésre.

## Number One helyezés a világban
- You Should Be Dancing: Kanada, Franciaország, Egyesült Államok